# Gran Premio del Brasile 2009
Il Gran Premio del Brasile 2009 è la sedicesima prova della stagione 2009 del Campionato mondiale di Formula 1. Si è corso domenica 18 ottobre 2009 sul Circuito di Interlagos a San Paolo. La gara è stata vinta da Mark Webber su RBR-Renault.

## Vigilia

### Analisi per il campionato piloti
Button può diventare campione del mondo piloti se:
- Giunge a podio.
- Arriva quarto o quinto e Barrichello non vince.
- Arriva sesto o settimo e Barrichello non arriva tra i primi due posti e Vettel non vince.
- Arriva ottavo e Barrichello non va oltre il quarto posto e Vettel non oltre il terzo.
- Non va a punti con Barrichello che giunge quinto o peggio e Vettel che giunge terzo o peggio.

Inoltre:
- Se Vettel non arriva primo con Button peggiore del quinto posto, è fuori dalla lotta per il titolo.
- Se Vettel non arriva secondo con Button peggiore del settimo posto, è fuori dalla lotta per il titolo.
- Se Barrichello arriva primo e Button quarto o peggio, il mondiale rimane aperto indipendentemente dai risultati di Vettel;

### Analisi per il campionato costruttori
Se la Brawn-Mercedes coglie anche solo mezzo punto diventa Campione del mondo costruttori.

### Sviluppi per il 2010
Il 7 ottobre la Renault annuncia l'ingaggio del pilota polacco Kubica per la stagione 2010,
mentre la Williams conferma, il 14 ottobre, che nella prossima stagione non utilizzerà più motori della Toyota.

### Cambiamenti nei piloti
Kobayashi sostituisce Glock alla Toyota. Il pilota tedesco ha una vertebra rotta in seguito all'incidente sofferto a Suzuka.

### Aspetti tecnici
La Bridgestone porta per il gran premio pneumatici di tipo extratenero e medio, ritornando così a fornire coperture non di tipo contiguo. Tutti i cordoli nel circuito vengono ridipinti completamente: il colore va dal bianco-rosso delle edizioni 2007-2008 al bianco-verde-giallo di questa stagione

## Prove
Nella prima sessione del venerdì si è avuta questa situazione:
| Pos | N  | Pilota             | Squadra-Motore | Tempo    | Gap    | Giri |
| --- | -- | ------------------ | -------------- | -------- | ------ | ---- |
| 1   | 14 | Mark Webber        | RBR-Renault    | 1'12"463 |        | 29   |
| 2   | 23 | Rubens Barrichello | Brawn-Mercedes | 1'12"874 | +0"411 | 32   |
| 3   | 15 | Sebastian Vettel   | RBR-Renault    | 1'12"932 | +0"469 | 27   |

Nella seconda sessione del venerdì si è avuta questa situazione:
| Pos | N  | Pilota             | Squadra-Motore | Tempo    | Gap    | Giri |
| --- | -- | ------------------ | -------------- | -------- | ------ | ---- |
| 1   | 7  | Fernando Alonso    | Renault        | 1'12"314 |        | 27   |
| 2   | 12 | Sébastien Buemi    | STR-Ferrari    | 1'12"357 | +0"043 | 45   |
| 3   | 23 | Rubens Barrichello | Brawn-Mercedes | 1'12"459 | +0"145 | 38   |

Nella sessione del sabato mattina si è avuta questa situazione:
| Pos | N  | Pilota          | Squadra-Motore  | Tempo    | Gap    | Giri |
| --- | -- | --------------- | --------------- | -------- | ------ | ---- |
| 1   | 16 | Nico Rosberg    | Williams-Toyota | 1'23"182 |        | 9    |
| 2   | 17 | Kazuki Nakajima | Williams-Toyota | 1'23"832 | +0"650 | 7    |
| 3   | 22 | Jenson Button   | Brawn-Mercedes  | 1'24"122 | +0"940 | 6    |

La terza sessione è condizionata da una pioggia battente che impedisce ai piloti di provare per quasi l'intera durata della sessione. Viene definitivamente interrotta dopo un incidente di Romain Grosjean. La vettura viene comunque riparata in tempo per le qualifiche.

## Qualifiche
Nella sessione di qualificazione si è avuta questa situazione:
| Pos | N° | Pilota               | Team                 | Q1       | Q2       | Q3       | Griglia | Massa |
| --- | -- | -------------------- | -------------------- | -------- | -------- | -------- | ------- | ----- |
| 1   | 23 | Rubens Barrichello   | Brawn-Mercedes       | 1'24"100 | 1'21"659 | 1'19"576 | 1       | 650,5 |
| 2   | 14 | Mark Webber          | RBR-Renault          | 1'24"722 | 1'20"803 | 1'19"668 | 2       | 656   |
| 3   | 20 | Adrian Sutil         | Force India-Mercedes | 1'24"447 | 1'20"753 | 1'19"912 | 3       | 656,5 |
| 4   | 9  | Jarno Trulli         | Toyota               | 1'24"621 | 1'20"635 | 1'20"097 | 4       | 658,5 |
| 5   | 4  | Kimi Räikkönen       | Ferrari              | 1'23"047 | 1'21"378 | 1'20"168 | 5       | 651,5 |
| 6   | 12 | Sébastien Buemi      | STR-Ferrari          | 1'24"591 | 1'20"701 | 1'20"250 | 6       | 659   |
| 7   | 16 | Nico Rosberg         | Williams-Toyota      | 1'22"828 | 1'20"368 | 1'20"326 | 7       | 657   |
| 8   | 5  | Robert Kubica        | BMW Sauber           | 1'23"072 | 1'21"147 | 1'20"631 | 8       | 656   |
| 9   | 17 | Kazuki Nakajima      | Williams-Toyota      | 1'23"161 | 1'20"427 | 1'20"674 | 9       | 664   |
| 10  | 7  | Fernando Alonso      | Renault              | 1'24"842 | 1'21"657 | 1'21"422 | 10      | 652   |
| 11  | 10 | Kamui Kobayashi      | Toyota               | 1'24"335 | 1'21"960 |          | 11      | 671,6 |
| 12  | 11 | Jaime Alguersuari    | STR-Ferrari          | 1'24"773 | 1'22"231 |          | 12      | 671,5 |
| 13  | 8  | Romain Grosjean      | Renault              | 1'24"394 | 1'22"477 |          | 13      | 677,2 |
| 14  | 22 | Jenson Button        | Brawn-Mercedes       | 1'24"297 | 1'22"504 |          | 14      | 672   |
| 15  | 21 | Vitantonio Liuzzi    | Force India-Mercedes | 1'24"645 |          |          | 20      | 680   |
| 16  | 15 | Sebastian Vettel     | RBR-Renault          | 1'25"009 |          |          | 15      | 683,5 |
| 17  | 2  | Heikki Kovalainen    | McLaren-Mercedes     | 1'25"052 |          |          | 16      | 656,5 |
| 18  | 1  | Lewis Hamilton       | McLaren-Mercedes     | 1'25"192 |          |          | 17      | 661   |
| 19  | 6  | Nick Heidfeld        | BMW Sauber           | 1'25"515 |          |          | 18      | 650,5 |
| 20  | 3  | Giancarlo Fisichella | Ferrari              | 1'40"703 |          |          | 19      | 683,5 |

Le qualifiche sono pesantemente condizionate dalla forte pioggia. La Q1, dopo circa cinque minuti, viene interrotta con la bandiera rossa per un testacoda di Giancarlo Fisichella alla S do Senna che pone la vettura in posizione pericolosa. L'interruzione della sessione dura circa un quarto d'ora a causa della forte pioggia che rende poco sicura la pista. Nella Q1 vengono eliminati a sorpresa Sebastian Vettel e le due McLaren-Mercedes.
Anche la Q2 è interrotta dopo pochi minuti per un incidente che coinvolge Vitantonio Liuzzi. L'interruzione è molto lunga a causa sempre delle cattive condizioni atmosferiche. Nella sessione viene eliminato il leader della classifica mondiale, Jenson Button.
La Q3 vede un miglioramento delle condizioni meteorologiche e non subisce ulteriori perdite di tempo. La pole è di Rubens Barrichello che torna a fare segnare il miglior tempo dopo 5 anni (ultima pole proprio a Interlagos nel 2004). Le qualifiche si chiudono dopo 2 ore e 41 minuti, diventando così le più lunghe nella storia. Ultima pole per la Brawn.

## Gara
Dopo le prove sulla pista bagnata la gara parte e si disputa interamente con l'asciutto. Alla partenza scatta bene Barrichello dalla pole, così come Räikkönen che sfrutta al meglio il suo KERS. Il primo giro è caratterizzato da molti colpi di scena. Kovalainen costringe Fisichella, dopo un contatto con Vettel, ad andare sull'erba nelle retrovie, mentre Räikkönen danneggia l’ala anteriore in un contatto con Webber. Contatto anche tra Sutil e Trulli: entrambi sono costretti al ritiro con la vettura del tedesco che esce di pista e poi vi rientra, ormai inguidabile, e colpisce l'accorrente Alonso, costringendo anche lo spagnolo al ritiro. Trulli poi si lamenterà platealmente con Sutil per la manovra, venendo così sanzionato.
I due finlandesi vanno ai box ma la vettura di Kovalainen riparte ancora con il bocchettone della benzina inserito. La benzina caduta sulla corsia dei box si incendia al passaggio di Räikkönen che però può proseguire la gara. Kovalainen si ferma al termine della corsia stessa per permettere ai tecnici di levare il bocchettone. Sarà poi penalizzato, a fine gara, di venticinque secondi per questa manovra. Gli incidenti del primo giro portano la safety car in pista, sempre con Barrichello primo. Alla ripartenza Kubica infila Rosberg e conquista il terzo posto, mentre nelle retrovie è Button a vivacizzare la gara con alcuni bei sorpassi ai danni di Grosjean e Nakajima, che lo riportano in zona punti. Non riesce tuttavia a passare il debuttante Kamui Kobayashi che conserva senza patemi la sua sesta posizione. I primi quattro allungano senza che Barrichello riesca a costruire un gap verso Webber che ha più benzina; quinto è l’ottimo Sébastien Buemi.
Barrichello rientra al giro 21, lasciando la leadership a Webber che rapidamente costruisce un margine di sicurezza per potersi fermare, cinque giri dopo, e mantenere la testa. Il brasiliano, che nel giro dopo lo stop, ha subito il sorpasso di Vettel, si ritrova alle spalle anche di Kubica e braccato dal rimontante Hamilton, autore di un primo stop durante la safety car.
Al venticinquesimo giro Button passa finalmente Kobayashi con un altro bel sorpasso alla s di Senna, prima di fermarsi al giro 29 per il primo stop. L’inglese guadagna poi un’ulteriore posizione per il ritiro di Rosberg, per problemi al cambio; al 33º giro Button passa anche Buemi sempre alla prima curva, ponendosi settimo alle spalle di Raikkonen. Nel frattempo, Kobayashi, uscendo dai box, è protagonista di un contatto con il connazionale Nakajima. Ha la peggio il pilota della Williams che è costretto al ritiro dopo una spettacolare uscita di pista. Vettel, risalito al secondo posto, effettua il primo stop a metà gara, rientrando alle spalle di Button. Hamilton e Raikkonen, quarto e quinto, si fermano per il secondo stop intorno a trenta giri alla fine. Qualche giro dopo, la seconda tornata di rifornimenti dei leader non modifica la situazione con Webber sempre leader davanti a Kubica e Barrichello. Button perde invece una posizione a vantaggio di Vettel, riuscendo però a rimanere davanti a Raikkonen. Barrichello a dieci giri dal termine è passato da Hamilton, prima di dovere tornare ai box per una foratura, che lo fa retrocedere in classifica fino all'ottavo posto.
Vince Webber, seconda vittoria in carriera. A sventolare la bandiera a scacchi c'è Massa. La Brawn festeggia il titolo costruttori mentre Button è campione del mondo piloti.

### Risultati
I risultati del GP sono stati i seguenti:
| Pos | N° | Pilota               | Team                 | Giri | Tempo/Ritiro                       | Griglia | Punti |
| --- | -- | -------------------- | -------------------- | ---- | ---------------------------------- | ------- | ----- |
| 1   | 14 | Mark Webber          | RBR-Renault          | 71   | 1h 32'23"081                       | 2       | 10    |
| 2   | 5  | Robert Kubica        | BMW Sauber           | 71   | +7"626                             | 8       | 8     |
| 3   | 1  | Lewis Hamilton       | McLaren-Mercedes     | 71   | +18"944                            | 17      | 6     |
| 4   | 15 | Sebastian Vettel     | RBR-Renault          | 71   | +19"652                            | 15      | 5     |
| 5   | 22 | Jenson Button        | Brawn-Mercedes       | 71   | +29"005                            | 14      | 4     |
| 6   | 4  | Kimi Räikkönen       | Ferrari              | 71   | +33"340                            | 5       | 3     |
| 7   | 12 | Sébastien Buemi      | STR-Ferrari          | 71   | +35"991                            | 6       | 2     |
| 8   | 23 | Rubens Barrichello   | Brawn-Mercedes       | 71   | +45"454                            | 1       | 1     |
| 9   | 10 | Kamui Kobayashi      | Toyota               | 71   | +1'03"324                          | 11      |       |
| 10  | 3  | Giancarlo Fisichella | Ferrari              | 71   | +1'10"665                          | 19      |       |
| 11  | 21 | Vitantonio Liuzzi    | Force India-Mercedes | 71   | +1'11"388                          | 20      |       |
| 12  | 2  | Heikki Kovalainen    | McLaren-Mercedes     | 71   | +1'13"499                          | 16      |       |
| 13  | 8  | Romain Grosjean      | Renault              | 70   | +1 giro                            | 13      |       |
| 14  | 11 | Jaime Alguersuari    | STR-Ferrari          | 70   | +1 giro                            | 12      |       |
| Rit | 17 | Kazuki Nakajima      | Williams-Toyota      | 30   | Collisione con K.Kobayashi         | 9       |       |
| Rit | 16 | Nico Rosberg         | Williams-Toyota      | 27   | Cambio                             | 7       |       |
| Rit | 6  | Nick Heidfeld        | BMW Sauber           | 21   | Senza benzina                      | 18      |       |
| Rit | 20 | Adrian Sutil         | Force India-Mercedes | 0    | Collisione con J.Trulli e F.Alonso | 3       |       |
| Rit | 9  | Jarno Trulli         | Toyota               | 0    | Collisione con A.Sutil e F.Alonso  | 4       |       |
| Rit | 7  | Fernando Alonso      | Renault              | 0    | Collisione con J.Trulli e A.Sutil  | 10      |       |

- Kovalainen è stato penalizzato di venticinque secondi per avere causato un incidente nella corsia box[16].

### Statistiche
- Jenson Button vince il Campionato Piloti
- La Brawn GP vince il Campionato Costruttori

## Classifiche Mondiali

### Piloti
| Pos | Pilota               | Punti |
| --- | -------------------- | ----- |
| 1   | Jenson Button        | 89    |
| 2   | Sebastian Vettel     | 74    |
| 3   | Rubens Barrichello   | 72    |
| 4   | Mark Webber          | 61,5  |
| 5   | Lewis Hamilton       | 49    |
| 6   | Kimi Räikkönen       | 48    |
| 7   | Nico Rosberg         | 34,5  |
| 8   | Jarno Trulli         | 30,5  |
| 9   | Fernando Alonso      | 26    |
| 10  | Timo Glock           | 24    |
| 11  | Felipe Massa         | 22    |
| 12  | Heikki Kovalainen    | 22    |
| 13  | Robert Kubica        | 17    |
| 14  | Nick Heidfeld        | 15    |
| 15  | Giancarlo Fisichella | 8     |
| 16  | Adrian Sutil         | 5     |
| 17  | Sébastien Buemi      | 5     |
| 18  | Sébastien Bourdais   | 2     |

### Costruttori
| Pos | Team                 | Punti |
| --- | -------------------- | ----- |
| 1   | Brawn-Mercedes       | 161   |
| 2   | RBR-Renault          | 135,5 |
| 3   | McLaren-Mercedes     | 71    |
| 4   | Ferrari              | 70    |
| 5   | Toyota               | 54,5  |
| 6   | Williams-Toyota      | 34,5  |
| 7   | BMW Sauber           | 32    |
| 8   | Renault              | 26    |
| 9   | Force India-Mercedes | 13    |
| 10  | STR-Ferrari          | 7     |